# Rahim Ouédraogo
Mamy Rahim Assane Ouédraogo (ur. 10 czerwca 1982 w Bobo-Dioulasso) – burkiński piłkarz grający na pozycji obrońcy.

## Kariera klubowa
Karierę piłkarską Ouédraogo rozpoczął w klubie ASF Bobo-Dioulasso z miasta Bobo-Dioulasso. W jego barwach zadebiutował w 1996 roku w pierwszej lidze burkińskiej. W 1997 roku przeszedł do holenderskiego FC Twente z Enschede. W Eredivisie zadebiutował 18 lutego 1999 roku w przegranym 0:3 wyjazdowym spotkaniu z PSV Eindhoven. W 2001 roku zdobył Puchar Holandii. W sezonie 2001/2002 został wypożyczony do drugoligowego FC Zwolle, a od sezonu 2002/2003 był podstawowym zawodnikiem Twente. Od 1997 do 2007 roku rozegrał w Twente 141 meczów.
Na początku 2007 roku Ouédraogo przeszedł do Skody Ksanti, której zadebiutował 7 stycznia 2007 w zremisowanym 0:0 meczu z Olympiakosem Pireus. W lidze greckiej rozegrał 5 spotkań.
Latem 2007 roku Burkińczyk wrócił do Holandii i został piłkarzem Heraclesa Almelo. W nim zadebiutował 20 października w meczu z SBV Vitesse (2:2). W 2008 roku przeszedł do drugoligowego FC Emmen, a latem 2009 został wypożyczony do tureckiego Vestelu Manisaspor (debiut: 15 sierpnia 2009 w zremisowanym 1:1 meczu z MKE Ankaragücü). W 2010 roku wrócił do Emmen.
| Sezon   | Klub               | Kraj         | Rozgrywki      | Mecze | Bramki |
| ------- | ------------------ | ------------ | -------------- | ----- | ------ |
| 1996/97 | ASF Bobo-Dioulasso | Burkina Faso | Superdivision  | ?     | ?      |
| 1997/98 | FC Twente          | Holandia     | Eredivisie     | 0     | 0      |
| 1998/99 | FC Twente          | Holandia     | Eredivisie     | 4     | 0      |
| 1999/00 | FC Twente          | Holandia     | Eredivisie     | 20    | 0      |
| 2000/01 | FC Twente          | Holandia     | Eredivisie     | 20    | 0      |
| 2001/02 | FC Zwolle          | Holandia     | Eerste Divisie | 13    | 1      |
| 2002/03 | FC Twente          | Holandia     | Eredivisie     | 27    | 0      |
| 2003/04 | FC Twente          | Holandia     | Eredivisie     | 27    | 0      |
| 2004/05 | FC Twente          | Holandia     | Eredivisie     | 20    | 0      |
| 2005/06 | FC Twente          | Holandia     | Eredivisie     | 22    | 0      |
| 2006/07 | FC Twente          | Holandia     | Eredivisie     | 1     | 0      |
| 2006/07 | Skoda Ksanti       | Grecja       | Super League   | 5     | 0      |
| 2007/08 | Heracles Almelo    | Holandia     | Eredivisie     | 19    | 0      |
| 2008/09 | FC Emmen           | Holandia     | Eerste Divisie | 13    | 1      |
| 2009/10 | Vestel Manisaspor  | Turcja       | Süper Lig      | 5     | 0      |
| 2009/10 | FC Emmen           | Holandia     | Eerste Divisie | 9     | 0      |

## Kariera reprezentacyjna
W reprezentacji Burkiny Faso Ouédraogo zadebiutował w 1999 roku. W 2000 roku rozegrał jedno spotkanie w Pucharze Narodów Afryki 2000, z Senegalem (1:3). W 2004 roku został powołany do kadry na Puchar Narodów Afryki 2004 i wystąpił tam w 2 meczach: z Senegalem (0:0), z Mali (1:3) i z Kenią (0:3 i czerwona kartka). Od 1999 do 2004 roku wystąpił w kadrze narodowej 21 razy i strzelił 4 gole.